# Нижний Бегеняш
Нижний Бегеняш (баш. Түбәнге Бәгәнәш) — деревня в Аургазинском районе Башкортостана, входит в состав Семенкинского сельсовета.

## Географическое положение
Расстояние до:
- районного центра (Толбазы): 38 км
- центра сельсовета (Семёнкино): 10 км
- ближайшей ж/д станции (Стерлитамак): 30 км

## История

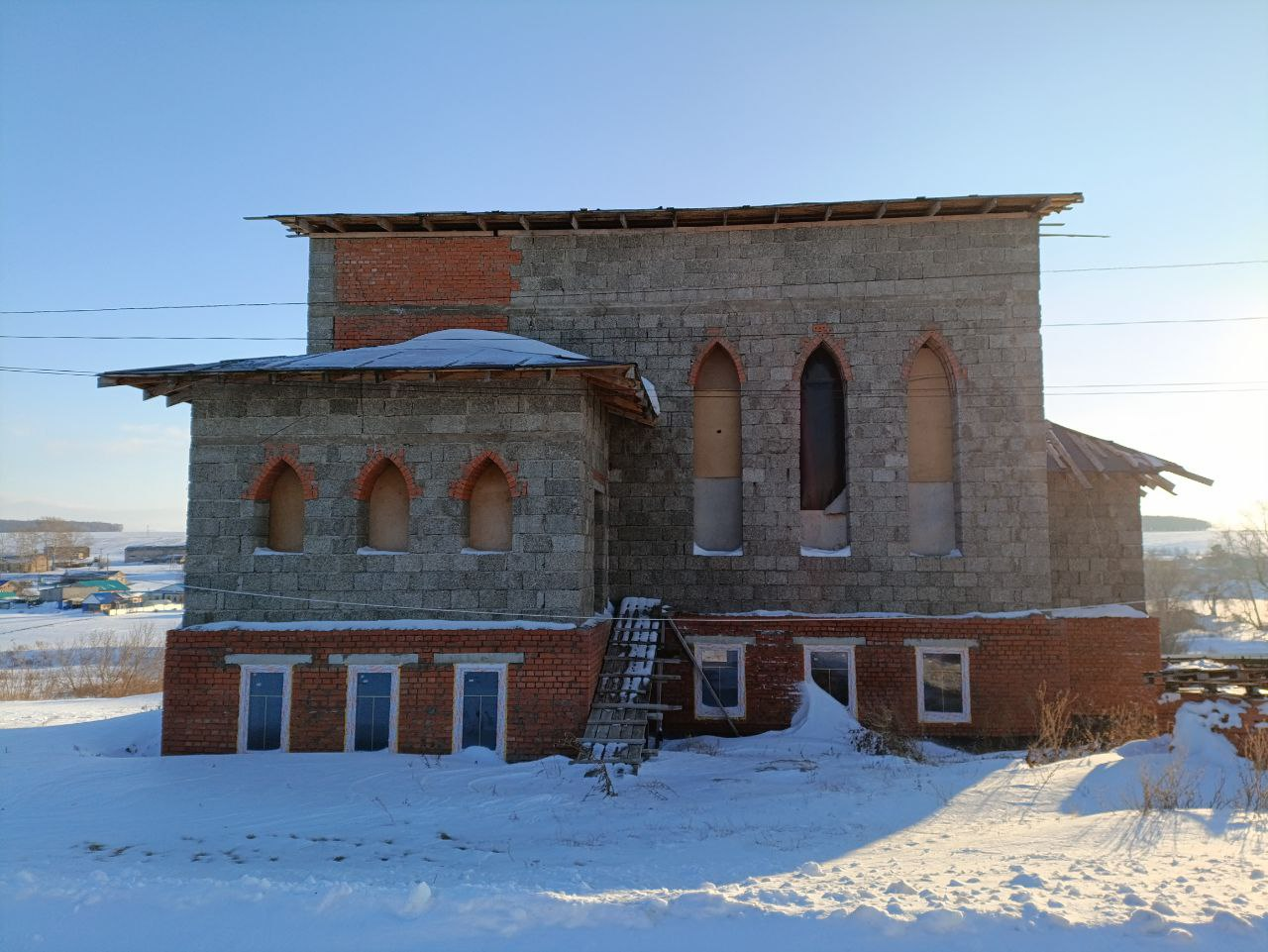
Мечеть в процессе постройки

В «Списке населенных мест по сведениям 1870 года», изданном в 1877 году, населённый пункт упомянут как деревня Бегеняш-Абуканова Нижняя 1-го стана Стерлитамакского уезда Уфимской губернии. Располагалась при речке Услиной, по правую сторону коммерческого тракта из Стерлитамака в Белебей, в 31 версте от уездного города Стерлитамака и в 35 верстах от становой квартиры в деревне Толбазы (Адиль-Муратова). В деревне в 120 дворах жили 766 человек (377 мужчин и 389 женщин, тептяри, башкиры), были мечеть, училище. Жители занимались земледелием, скотоводством, лесным промыслом.

## Население
| 2002 | 2009 | 2010 |
| ---- | ---- | ---- |
| 241  | ↘231 | ↗235 |

### Национальный состав
Согласно переписи 2002 года, преобладающие национальности — татары (70 %), башкиры (28 %).

## Известные уроженцы
- Хисматуллин, Гарифьян Рахимьянович (1932—2004) — советский работник сельского хозяйства. Герой Социалистического Труда.